# مالنا اورتیز
مالنا اورتیز (انگلیسی: Malena Ortiz؛ زادهٔ ۱۶ ژوئیهٔ ۱۹۹۷) بازیکن فوتبال اهل اسپانیا است.
از باشگاه‌هایی که در آن بازی کرده است می‌توان به باشگاه فوتبال زنان رئال مادرید اشاره کرد.